# Dick Ernst
Dick Ernst (Gouda, 25 juli 1956) is een voormalig Nederlands voetballer. Hij stond onder contract bij Feyenoord en Excelsior.